# Трифон Йосифов
Трифон Георгиев Йосифов е български писател и журналист, познат с романа си "Бракониери", по който е заснет филмът на Едуард Захариев „Резерват“.